# Le Faucon est un vrai dur
Pour plus de détails, voir Fiche technique et Distribution.
Le Faucon est un vrai dur (titre original : Strangled Eggs)  est un court métrage d'animation américain de la série Merrie Melodies réalisé par Robert McKimson, sorti en 1961.
Produit par Warner Bros. Cartoons, ce dessin animé met en scène Charlie le coq, Miss Prissy et Hennery le faucon. Il a été diffusé pour la première fois le 18 mars 1961.

## Fiche technique
- Titre : Le Faucon est un vrai dur
- Titre original : Strangled Eggs
- Réalisation : Robert McKimson
- Scénario : Tedd Pierce
- Montage : Treg Brown
- Musique originale : Carl Stalling
- Société de production : Warner Bros. Cartoons
- Société de distribution : Warner Bros. Pictures
- Pays de production :  États-Unis
- Langue : anglais américain
- Format : Couleur (Technicolor) — 35 mm — 1,37:1 — Son : Mono
- Genre : Film d'animation, Comédie
- Durée : 7 minutes
- Dates de sortie : 
  - États-Unis : 18 mars 1961

## Distribution
- Mel Blanc : Charlie le coq et Hennery le faucon (voix)
- Julie Bennett : Miss Prissy (voix)